# Pycnonotus striatus
El bulbul estriado (Pycnonotus striatus) es una especie de ave paseriforme de la familia Pycnonotidae propia de las montañas del sureste de Asia.

## Taxonomía

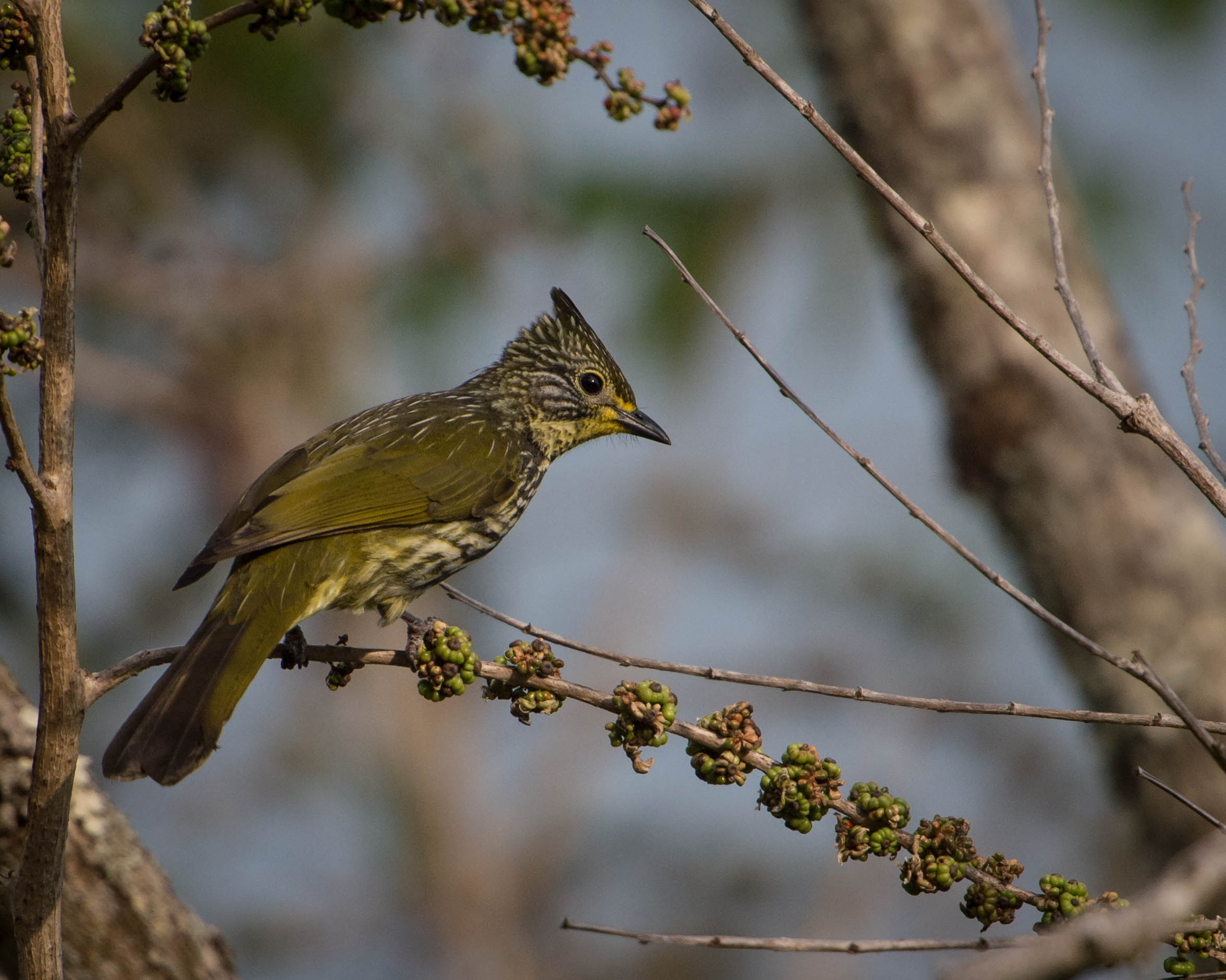
Ejemplar en el parque nacional de Doi Pha Hom Pok.

El bulbul estriado fue descrito científicamente por el zoólogo inglés Edward Blyth en 1842, y clasificado en el género Tricophorus. Posteriormente fue trasladado a los géneros Alcurus y Criniger, para terminar clasificándose en el género Pycnonotus.
Se reconocen tres subespecie:
- P. s. striatus - (Blyth, 1842): se encuentra del Himalaya oriental a oeste de Birmania;
- P. s. arctus - Ripley, 1948: Se localiza en los montes Mishmi (el noereste de la India)
- P. s. paulus - Bangs y Phillips, JC, 1914: se encuentra en el este de Birmania, sur de China y el norte de Indochina.

## Distribución y hábitat
Se extiende desde el Himalaya oriental hasta el norte de Vietnam. Su hábitat natural son los bosques subtropicales húmedos de montaña.